# Faro de Punta Macuti
El Faro de Punta Macuti o también Faro de Río Macuti (en portugués: Farol de Río Macuti o Farol da Ponta Macuti) es un faro situado en la localidad de Beira, provincia de Sofala, Mozambique.

## Historia
Entró en funcionamiento en 1904. Es el único faro de Mozambique instalado cerca de una ciudad, Beira, y unos de los cuatro faros, junto con los de Isla de Goa, (1876), Cabo Inhaca, (1894), y Punta de Barra, (1904), existentes en el país antes del plan de 1908 de iluminación de la costa de Mozambique realizado por el capitán de fragata Júlio Zeferino Schultz Xavier bajo la administración del Gobernador General de la Colonia Augusto de Castilho.

## Características
El faro emite un haz de luz blanca en grupos de tres destellos cada diez segundos. Su alcance nominal nocturno es de 19 millas náuticas